# Liste des membres de Slipknot
Slipknot est un groupe de nu metal formé basiquement par le chanteur et le percussionniste Anders Colsefni, les guitaristes Mike Thomson et Jim Root   le bassiste Paul Gray, le batteur Joey Jordison et le percussionniste Shawn Crahan, originaire de Des Moines, dans l'Iowa. Depuis sa création en 1995, le groupe effectue de nombreux changements dans son line-up, en particulier avant l'enregistrement de l'album Slipknot, en 1999. Le groupe est connu pour sa large formation, composée de neuf membres et comptant un chanteur, deux guitaristes, un bassiste, un batteur, deux percussionnistes, un échantillonneur, et un mixeur.
En 1996, lors de la session de mixage pour l'album Mate. Feed. Kill. Repeat., Slipknot effectue un changement dans sa formation à la suite du départ de Donnie Steele pour le remplacer par Craig Jones. Peu après, le batteur Jordison suggère de recruter un échantillonneur à plein-temps et Jones endosse ce rôle. Mick Thomson endosse, lui, le rôle vacant de guitariste. Après la sortie de Mate. Feed. Kill. Repeat., les membres se lancent dans l'enregistrement de nouvelles chansons qui requièrent un chant mélodique, mais que le chanteur Colsefni ne peut effectuer. En 1997, Corey Taylor est recruté par le groupe local Stone Sour, et après quelques essais avec Slipknot « tout s'emboîte parfaitement,. » De ce fait, Colsefni se charge des chœurs et des percussions. Cependant, mécontent de sa nouvelle place, il quitte le groupe un mois plus tard ; il sera remplacé par Greg Welts. Vers la fin 1997, chaque membre décide de s'appeler par un numéro. Slipknot réfléchit sur l'ajout d'un disc jockey dans leur formation, mais ne parviennent pas à en trouver car « ils étaient tous nuls. » Sid Wilson fait la rencontre du groupe après un concert. Il impressionne le groupe avec ses talents de slam ; Wilson, considéré comme « digne de Slipknot », devient alors le neuvième membre du groupe. En 1998, Welts est renvoyé du groupe et est remplacé par Brandon Darner, qui, en retour, ne reste pas longtemps et se voit remplacer par Chris Fehn,. Le tout dernier changement dans leur formation s'effectue avant la fin de l'enregistrement de leur album Slipknot, en 1999 ; en pause, Brainard décide de quitter le groupe et est remplacé par Jim Root.
Ce line-up reste inchangé jusqu'en mai 2010, avant que le bassiste Paul Gray ne soit retrouvé mort dans une chambre d'hôtel. Le 21 juin, son décès s'avère être causé par une overdose involontaire de morphine et de fentanyl, un substitut de morphine synthétique. Le groupe part en tournée en 2011 aux côtés de l'ancien guitariste Donnie Steele pour remplacer Gray,. Joey Jordison se sépare du groupe en 2013 pour des "raisons personnelles".
Début 2019, le percussionniste Chris Fehn quitte le groupe pour des problèmes de revenus. Il sera remplacé par un homme pour l'instant non reconnu surnommé "Tortilla Man" par les fans du groupe.

## Membres

### Membres actuels
| Image | Nom                                            | Années d'actives        | Instruments                  | Contributions                                       |                                                        |
| ----- | ---------------------------------------------- | ----------------------- | ---------------------------- | --------------------------------------------------- | ------------------------------------------------------ |
|       | Sid Wilson (#0)                                | Depuis 1998             | Platines, claviers           | Tous les albums depuis Slipknot demo (1998).        |                                                        |
|       | Eloy Casagrande(#1)                            | Depuis 2024             | Batterie                     | Aucune contribution à ce jour.                      |                                                        |
|       | Alessandro "Vman" Venturella (#2)              | Depuis 2014 (7 octobre) | Basse                        | Tous les albums depuis .5: The Gray Chapter         |                                                        |
|       | "Tortilla Man"                                 | Michael Pfaff (#3)      | Depuis 2019                  | Percussions, chœurs                                 | Le single All Out Life et l'album We Are Not Your kind |
|       | Jim Root (#4)                                  | Depuis 1999             | Guitares rythmiques et solo  | Tous les albums de Slipknot depuis Slipknot (1999). |                                                        |
|       | Nouveau membre (Rien dévoilé sur son identité) | Depuis 2023             | Échantillons, synthétiseurs. | Aucune contribution à ce jour .                     |                                                        |
|       | Shawn « Clown » Crahan (#6)                    | Depuis 1995             | Percussions, chœurs          | Tous les albums de Slipknot.                        |                                                        |
|       | Mick Thomson (#7)                              | Depuis 1996             | Guitares solo et rythmique   | Tous les albums depuis Slipknot demo (1998).        |                                                        |
|       | Corey Taylor (#8)                              | Depuis 1997             | Chant                        | Tous les albums depuis Slipknot demo (1998).        |                                                        |

### Anciens membres
| Image         | Nom                         | Années d'actives                           | Instruments                           | Contributions |
| ------------- | --------------------------- | ------------------------------------------ | ------------------------------------- | --- |
|               | Jay Weinberg (#1)           | 2014-2023                                  | Batterie                              | Tous les albums depuis .5: The Gray Chapter à The end, so far (2022) |
|               | Craig Jones (#5)            | 1996-2023                                  | Échantillons, synthétiseurs, guitare. | De Mate.Feel.Kill.Repeat (1996) à The End, So Far (2022) |
|               | Chris Fehn (#3)             | 1998-2019                                  | Percussions                           | De Slipknot (1999) à .5: The Gray Chapter (2014F |
|               | Donnie Steele               | 1995-1996(guitariste), 2011–2014(bassiste) | Guitare, basse                        | Mate. Feed. Kill. Repeat. (1996) et .5: The Gray Chapter (2014) |
| Joey Jordison | Joey Jordison (#1)          | 1995–2013                                  | Batterie                              | Tous les albums de Mate. Feed. Kill. Repeat. (1996) à Antennas to Hell (2012). |
| Paul Gray     | Paul Gray (#2)              | 1995–2010                                  | Basse, chœurs                         | Tous les albums de Slipknot de Mate. Feed. Kill. Repeat. (1996) à Antennas to Hell (2012) (apparaît sur (sic)nesses et Antennas to Hell). |
|               | Josh « Gnar » Brainard (#4) | 1995–1999                                  | Guitare                               | Tous les albums de Slipknot de Mate. Feed. Kill. Repeat. (1996) à Spit It Out (1999) et Antennas to Hell (2012) (apparaît sur Slipknot (sauf dans les chansons Purity et Me Inside), Wait and Bleed, Spit It Out et Antennas to Hell après son départ du groupe). |
|               | Brandon Darner (#3)         | 1998                                       | Percussions                           | Aucune |
|               | Greg « Cuddles » Welts (#3) | 1997–1998                                  | Percussions                           | Slipknot demo (1998) |
|               | Anders Colsefni             | 1995–1997                                  | Chant, percussions                    | Mate. Feed. Kill. Repeat. (1996) |